# Chicago 90
Chicago 90 è un videogioco d'azione/guida sviluppato dalla Microïds nel 1989, che prevede due modalità di gioco: una da malvivente e una da poliziotto, con due diversi obiettivi e strategie. Nella modalità da malvivente, si deve solamente abbandonare la città evitando la polizia. In quella da poliziotto, invece, si devono controllare sei auto della polizia, in modo da impedire al malvivente di lasciare la città e arrestarlo. Il gioco offre inoltre la possibilità di scegliere tra 3 diversi livelli di difficoltà, da 1 a 3.